# 特拉華鎮區 (明尼蘇達州格蘭特縣)
特拉華鎮區（英語：Delaware Township）是位於美國明尼蘇達州格蘭特縣的一個行政鎮區。

## 地方資料
特拉華鎮區的面積為93.89平方千米，當中陸地面積為92.03平方千米，而水域面積為1.86平方千米。根據2020年美國人口普查的數據，當地共有人口98人，而人口密度為每平方千米1.04人。